# Operació Teranyina d'Aranya
L'operació Teranyina fou un atac planificat i massiu executat a duta a terme pel Servei de Seguretat d'Ucraïna (SBU) l'1 de juny de 2025, dirigida a cinc grans bases aèries militars russes (Olenya, Belaia, Dyagilevo, Ivanovo i Ukrainka) situades a l'interior del territori rus . En aquest atac, dins de la Guerra russo-ucraïnesa, les forces militars ucraïneses van executar un atac massiu contra múltiples objectius utilitzant centenars de drons pilotats remotament i enviats en contenidors camuflats de càrrega i amagats en falsos fons que s'autodestruïren un cop finalitzat l'atac. Aquesta operació va marcar l'atac més gran conegut contra la flota de bombarders estratègics de Rússia en la història, amb Ucraïna reclamant 41 avions danyats o destruïts, inclosos els Túpolev Tu-95, Túpolev Tu-22M3, i almenys un avió d'alerta primerenca Beriev A-50. Els analistes independents d'OSINT van confirmar danys en almenys 13 bombarders a través d'imatges de satèl·lit i imatges de drons.
Els atacs van ser planificats i executats pel servei d'intel·ligència ucraïnès, llançats des de camions que havien estat col·locats de manera encoberta prop de quatre bases aèries russes a milers de quilòmetres d'Ucraïna, inclosa Sibèria. Aproximadament 40 avions militars russos, inclosos bombarders estratègics, van ser impactats en l'atac, segons fonts militars ucraïneses. El Ministeri de Defensa de Rússia només va assenyalar atacs a bases aèries en cinc parts diferents de Rússia, però va afirmar que, en tres de les regions, els atacs van ser repel·lits.

## Preparació
Volodímir Zelenski va dir que van trigar divuit mesos i nou dies des de l'inici de la planificació fins a l'execució de l'operació. Segons fonts ucraïneses, el pla per a l'operació "extremadament complexa" va ser implementat pel cap de l'SBU Vasil Maliuk i el seu personal, i el progrés va ser supervisat personalment per Zelenski. Els drons van ser transportats a Rússia, transferits a contenidors de llançament de fusta i després els contenidors van ser muntats en camions. A l'inici de l'atac, els sostres d'aquests contenidors es van obrir remotament i els drons van volar als seus objectius. Fonts ucraïneses van afirmar que els agents que van preparar l'operació en territori rus van ser evacuats abans que comencessin els atacs.
Segons fonts americanes i ucraïneses, els Estats Units no van ser informats prèviament sobre els atacs.

## Atac
Fins a 117 drons ucraïnesos de vista en primera persona (FPV) apuntaven a cinc bases aèries russes: Belaya, Dyagilevo, Ivanovo Severny, Olenya i Ukrainka. L'SBU afirma haver colpejat més de 40 avions militars russos, inclosos els Túpolev Tu-160, Túpolev Tu-95, i els Túpolev Tu-22M i un avió d'alerta i control aeri Beriev A-50. Després dels atacs, els funcionaris russos van anunciar un estat d'emergència respecte a les bases aèries d'Engels i Morozovsk a causa d'una possible amenaça aèria en aquestes bases.
El president Zelensky va dir que una "oficina" per a l'operació estava situada prop d'una oficina del Servei Federal de Seguretat de Rússia (FSB), i a més que el 34% dels missils estratègics de creuer russos havien estat atacats.

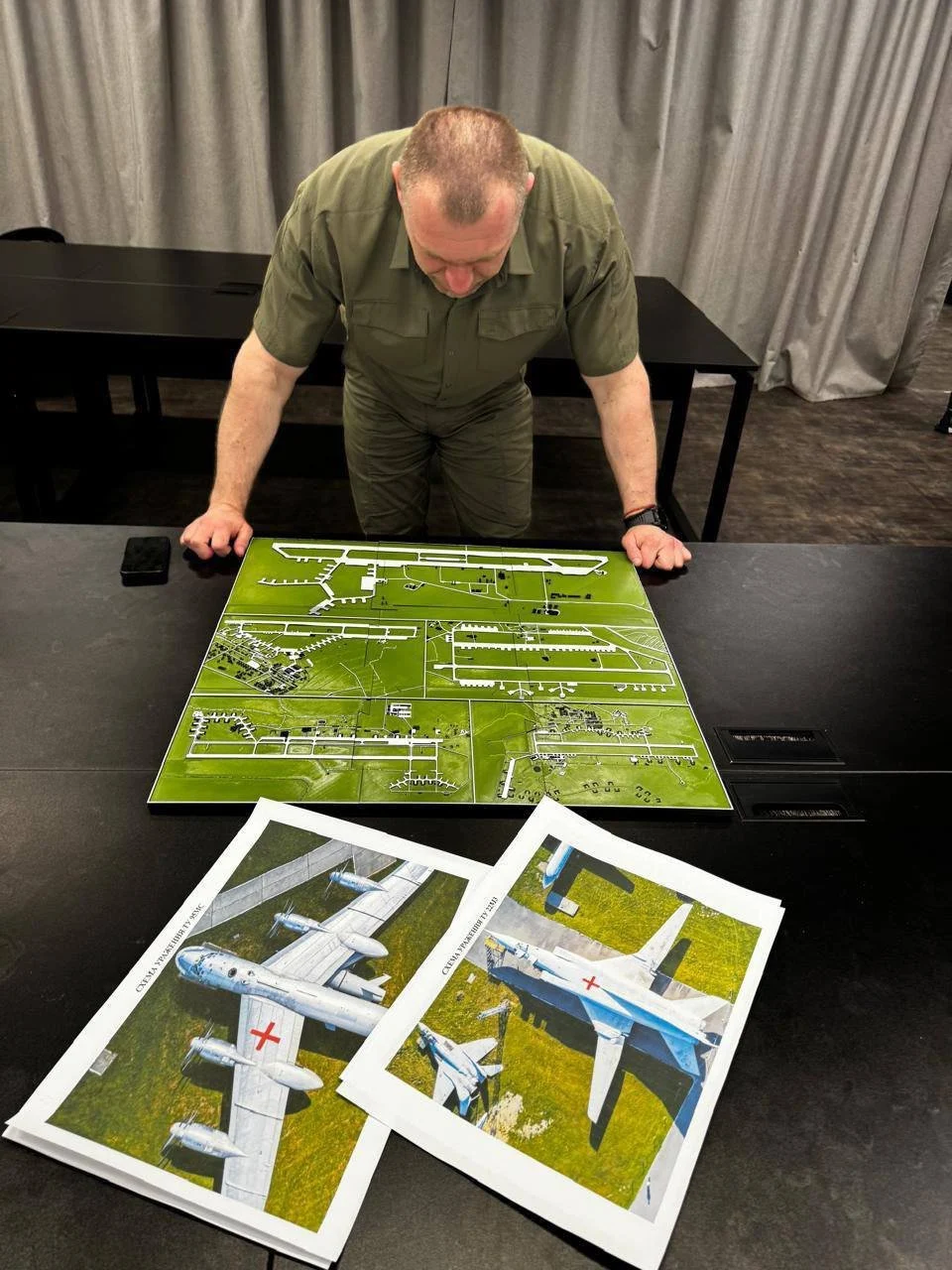
Cap de l'SBU Vasil Maliuk veient imatges de satèl·lit dels aeròdroms militars russos (en el sentit horari: Olenya, Ivanovo Severny, Ukrainka, Belaia, i Dyagilevo) i fotos de bombarders estratègics Túpolev Tu-95MS (esquerra) i Túpolev Tu-22M3 (dreta) marcats els puts febles amb creus vermelles.

### Olenya
Després d'informes anteriors sobre el desplegament massiu d'avions d'aviació estratègics a la base aèria d'Olenya, al sud de Murmansk, la base aèria va ser atacada utilitzant drons FPV, destruint o danyant diversos avions estratègics. Els mitjans de comunicació russos van informar de l'atac a Olenya, però van dir que les defenses aèries estaven funcionant. Els residents d'Olenegorsk van informar d'explosions i foc amb un vídeo de les seqüeles que es publicaria més tard. L'atac a Olenya es va dur a terme des d'un camió en una gasolinera. Es van produir almenys 10 explosions. Les autoritats van prohibir a la població entrar o sortir d'Olengorsk. Els bombarders Túpolev Tu-95 amb capacitat nuclear es trobaven entre els avions amb base a la base aèria. Segons el projecte OSINT AviVector, a partir del 26 de maig, 2 Túpolev Tu-95MS, 3 Túpolev Tu-160 i 2 Sukhoi Su-34 es van basar a la base aèria.

### Belaia
Es va dur a terme un atac a la base aèria de Belaya, a l'Óblast d'Irkutsk, confirmat pels residents locals i el governador. El Governador Igor Kobzev va dir que hi havia una "gota en un edifici antic" a Novomaltinsk. Igual que Olenya, els drons van ser llançats des de camions. Aquesta va ser la primera vaga ucraïnesa a Sibèria. El 200è Regiment de Bombarders Pesants d'Aviació Brest Bandera Roja de la Guàrdia, armat amb bombarders estratègics Túpolev Tu-22M3, està estacionat a la base aèria. El governador també compartia imatges mostrant un plomall de fum. Segons el projecte OSINT AviVector, el dia abans de l'atac, hi havia 52 avions d'aviació estratègics (35 bombarders Túpolev Tu-22M3, 6 bombarders Túpolev Tu-95MS i 7 bombarders Túpolev Tu-160) i 30 caces Mikoian-Gurévitx MiG-31, així com 8 avions auxiliars i de transport a la base aèria.
El 2 de juny, l'anàlisi de l'OSINT de fotos comercials per satèl·lit va confirmar tres bombarders Túpolev Tu-95 destruïts, un possiblement va danyar el Tu-95 i un bombarder Túpolev Tu-22M3 destruït, així com tres bombarders Túpolev Tu-22M3.

### Diagilevo
Es van informar d'atacs a l'aeròdrom de Diagilevo, prop de Riazan. El governador local va confirmar l'atac i va declarar que un fragment del dron abatut va danyar el sostre d'un edifici residencial, però ningú va resultar ferit. Es van reportar almenys set explosions. Els bombarders Túpolev Tu-95MS i Túpolev Tu-22M3 es basen en aquesta base aèria.

### Ivanovo
Es va informar d'un atac a la base aèria d'Ivanovo prop d'Ivànovo, però les autoritats locals no van informar de l'atac. La base d'Ivanovo va ser atacada prèviament el 23 de maig de 2025. Segons The Moscow Times, Beriev A-50 probablement va ser colpejat aquí.

### Ukrainka
La base aèria d'Ukrainka prop de Serishevo a l'Óblast de l'Amur va ser atacada durant l'operació. No obstant això, l'atac a la base aèria va fracassar, amb el camió portant drons FPV explotant.

## Coseqüències
El governador d'Irkutsk, Igor Kobzev, va confirmar l'atac amb drons contra una instal·lació militar a Sredni i va dir que els drons van ser llançats des d'un camió. Aquest atac seria "el primer atac d'aquest tipus a Sibèria". El governador de Múrmansk, Andrey Chibis, també va reconèixer "drons enemics" a la regió, tot i que sense detallar els danys. Diversos clips de vídeo publicats a xarxes socials, mostraren drons sortint de camions i dirigint-se cap a instal·lacions militars, recolzant aquestes informacions d'un atac remot. Els drons pilotats remotament haurien costat només uns pocs centenars de dòlars, cosa que va fer que aquesta operació fos molt rendible en comparació amb el valor de l'impacte que provocà. Una publicació del cap de gabinet de Zelenski, Andriy Yermak, que només mostrava un emoji de teranyina, semblava insinuar la implicació de Kíiv. Tot i que els funcionaris ucraïnesos no varen reivindicar formalment la responsabilitat, el simbolisme i el missatge públic subratllaren les dimensions estratègiques i psicològiques de l'operació.
El Ministeri de Defensa rus es referia a l'operació com un "atac terrorista". El ministeri va assenyalar els atacs a les bases aèries en cinc regions de Rússia, però va afirmar que, en tres de les regions, els atacs van ser repel·lits. Els dos llocs d'atac en els quals va confirmar danys en els avions són les bases aèries d'Olena i Belaia.
El TASS va informar que un conductor de camions suposadament involucrat en l'atac havia de ser interrogat per la policia.
Aquest atac amb drons coincidí amb l'escalada dels atacs aeris d'ambdues parts de la guerra i es van produir just un dia abans que les delegacions ucraïnesa i russa es reunís a Istanbul per a noves converses d'alto el foc. El president Zelenski va confirmar que el ministre de Defensa, Rustem Umerov, dirigiria l'equip ucraïnès, amb demandes d'un "alto el foc complet i incondicional" i el retorn dels presoners i els nens segrestats. Moscou digué que havia formulat termes de pau, però es negà a fer públics aquests termes. El mateix dia de l'atac ucraïnès, a Ucraïna es rebé l'atac amb míssils russos contra una base d'entrenament, que va matar 12 soldats i en va ferir més de 60. El cap de les forces terrestres d'Ucraïna, el general de divisió Mykhailo Drapatyi, va dimitir poc després.